# Alexandre Ghindine
Alexandre Cheftelievitch Ghindine (en russe : Александр Шефтельевич Гиндин), né le 17 avril 1977 à Moscou, est un pianiste russe.

## Biographie
Dès l'âge de 13 ans, il est lauréat du Concours des jeunes pianistes de Moscou. À cette époque, il commence à se produire dans de nombreuses villes russes, mais aussi aux États-Unis, en Pologne, Hongrie, France, Suisse et propose des programmes qui comportent entre autres ses propres compositions.
En 1994, il reçoit un Prix au Xe Concours international Tchaïkovski, devenant le plus jeune lauréat. La même année, il entre au Conservatoire Tchaïkovski de Moscou (dans la classe de Mikhaïl Voskressenski) non sans garder une intense activité de concert en Russie, Suède, Pays-Bas, Espagne, Portugal, Belgique, Japon et Turquie.
Alexandre Ghindine joue régulièrement avec Vladimir Spivakov, en concert comme pour des disques chez Capriccio ; ils se produisent en France, à Paris, à Avignon, à Moscou, Saint-Pétersbourg, à l'Accademia Filharmonica Romana, etc. En janvier 2002, Aleksandr Ghindin fait ses débuts aux États-Unis à New York au Lincoln Center – Avery Fisher Hall - avec le Philharmonia Orchestra sous la direction de Vladimir Ashkenazy, dans la version originale du Concerto pour piano n° 4 de Rachmaninov. Il a enregistré plusieurs disques et différentes prestations pour la télévision et la radio (Le Chant du Monde, DML – Japon-, Decca, Ondine, Capriccio, etc).
En 1999, il est lauréat du Concours musical international Reine-Élisabeth-de-Belgique (2e).
En 2007, il obtient le premier prix du Concours international de piano de Cleveland.
En 2008-2009, il  donne  plus  de  cinquante  concerts  outre-Atlantique, dans  la  plupart des grandes villes des États-Unis et du Canada. Par ailleurs, en 2009, Alexandre Ghindine a  joué en  soliste avec  l’Orchestre symphonique de  Berlin sous  la  baguette  d’Eliahu Inbal et  s'est produit au Japon avec l'Orchestre symphonique de Tōkyō dirigé par James DePreist.
En 2010, le pianiste russe a organisé deux festivals de musique de chambre à Moscou. Alexandre Ghindine joue très régulièrement au Festival international de musique de Colmar depuis l’année 2000, en récital, en soliste avec orchestre ou en formation de chambre.

## Sources
- Site officiel